# Emmanuel Bernardino Lowi Napeta
Emmanuel Bernardino Lowi Napeta (ur. 19 grudnia 1971 w Kapoeta) – południowosudański duchowny katolicki, biskup diecezjalny Torit od 2023.

## Życiorys

### Prezbiterat
Święcenia kapłańskie przyjął 24 października 2004 i został inkardynowany do archidiecezji chartumskiej. Pracował głównie jako duszpasterz chartumskich parafii. W latach 2007–2010 kierował archidiecezjalnym instytutem katechetycznym.

### Episkopat
8 listopada 2022 papież Franciszek mianował go biskupem diecezjalnym Torit. Sakry udzielił mu 15 stycznia 2023 kardynał Gabriel Zubeir Wako.